# دوغلاس أوشيروف
دوغلاس أوشيروف (بالإنجليزية: Douglas Dean Osheroff)‏ هو عالم فيزياء أمريكي. حاز على جائزة نوبل للفيزياء عام 1996 بالمشاركة مع دافيد لي وروبرت ريتشاردسون عن «اكتشافهم الميوعة الفائقة للهيليوم-3».

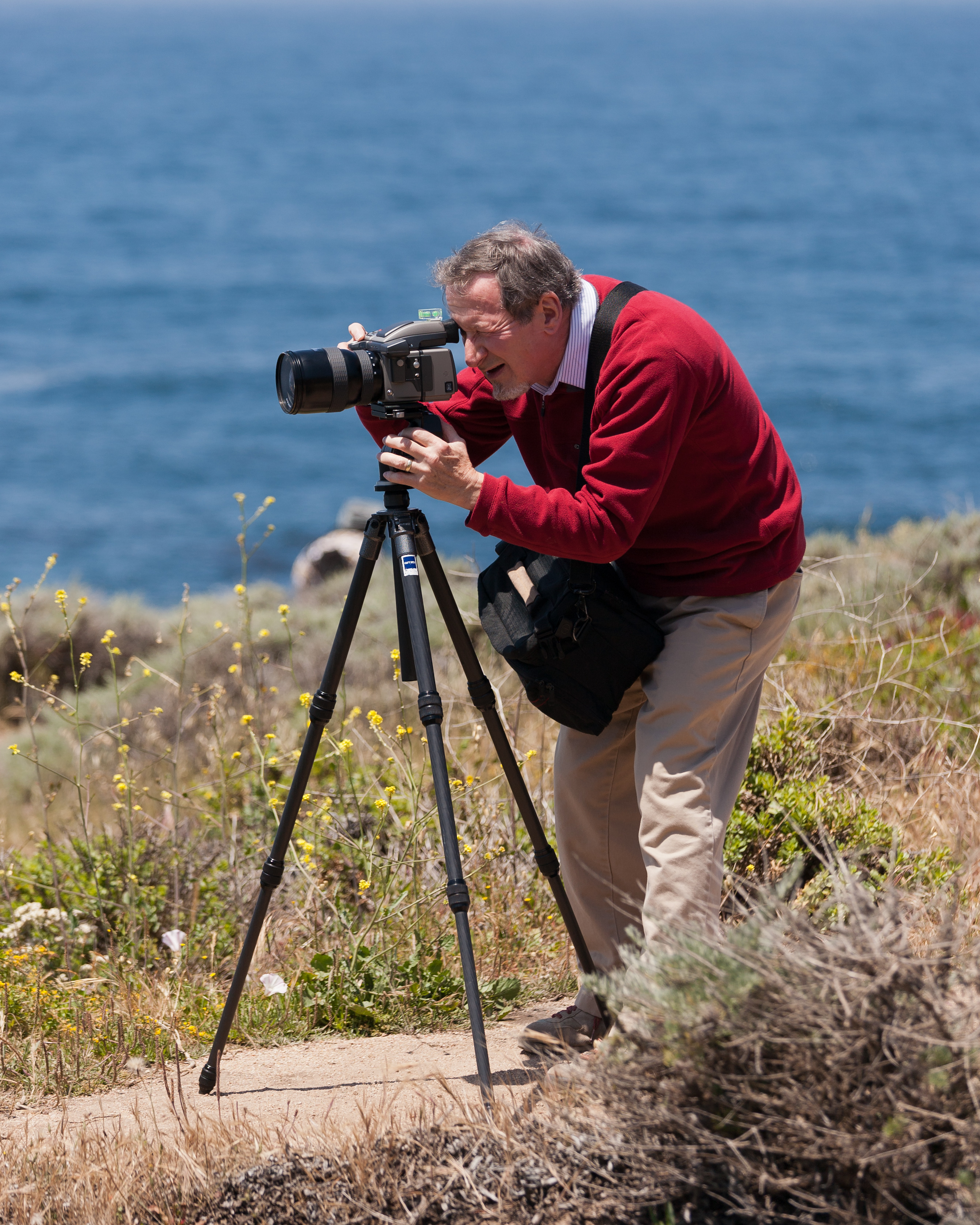
أوشيروف يصور أثناء رحلة إلى بيج سور مع طلابه

ولد دوغلاس أوشيروف في 1 أغسطس 1945 في أبردين بولاية واشنطن حيث كان والده مهاجرا يهوديًا من روسيا وامه سلوفاكية لوثرية. حصل دوغلاس أوشيروف على بكالوريوس الفيزياء عام 1967 من معهد كاليفورنيا للتكنولوجيا ودرس عند أستاذه ريتشارد فينمان.

## روابط خارجية
- دوغلاس أوشيروف على موقع الموسوعة البريطانية (الإنجليزية)
- دوغلاس أوشيروف على موقع مونزينجر (الألمانية)
- دوغلاس أوشيروف على موقع إن إن دي بي (الإنجليزية)